# إراستوس كورنينغ
إراستوس كورنينغ هو شخصية أعمال وسياسي أمريكي، ولد في 14 ديسمبر 1794 في نورويتش في الولايات المتحدة، وتوفي في 9 أبريل 1872 في ألباني في الولايات المتحدة. نشط حزبياً في الحزب الديمقراطي. وقد انتخب عضو مجلس النواب الأمريكي ‏.

## وصلات خارجية
- إراستوس كورنينغ على موقع الموسوعة البريطانية (الإنجليزية)
- إراستوس كورنينغ على موقع إن إن دي بي (الإنجليزية)